# Eurodryas transversa
Eurodryas transversa är en fjärilsart som beskrevs av Cabeau 1928. Eurodryas transversa ingår i släktet Eurodryas och familjen praktfjärilar. Inga underarter finns listade i Catalogue of Life.